# Municipio de Dickerson
El municipio de Dickerson (en inglés: Dickerson Township) es un municipio ubicado en el condado de Lewis en el estado estadounidense de Misuri. En el año 2010 tenía una población de 452 habitantes y una densidad poblacional de 2,74 personas por km².

## Geografía
El municipio de Dickerson se encuentra ubicado en las coordenadas 40°4′56″N 91°41′47″O / 40.08222, -91.69639. Según la Oficina del Censo de los Estados Unidos, el municipio tiene una superficie total de 164.94 km², de la cual 164,78 km² corresponden a tierra firme y (0,1 %) 0,16 km² es agua.

## Demografía
Según el censo de 2010, había 452 personas residiendo en el municipio de Dickerson. La densidad de población era de 2,74 hab./km². De los 452 habitantes, el municipio de Dickerson estaba compuesto por el 97,79 % blancos, el 0,66 % eran afroamericanos, el 0,88 % eran amerindios y el 0,66 % eran de una mezcla de razas. Del total de la población el 0,88 % eran hispanos o latinos de cualquier raza.